# قنات حاج‌علیرضا
قنات حاج‌علیرضا یکی از قنات‌های معروف تهران قدیم بود که توسط حاج‌علیرضا پسر ابراهیم خان کلانتر (صدراعظم آقامحمدخان قاجار) ساخته شد. این قنات نیمه شرقی تهران قدیم را که شامل محله‌های عودلاجان و چاله میدان بود، آب می‌داد. مادرچاه این قنات در نزدیکی پل سید خندان و مظهر آن در تقاطع خیابان مصطفی خمینی و امیرکبیر قرار دارد. به همین دلیل این تقاطع را «چهار راه سرچشمه» می‌خوانند و نام محله سرچشمه نیز که در جنوب این محدوده قرار دارد، از همین‌جا آمده‌است.